# 前川国男
前川国男（日语：／ Maekawa Kunio，1905年5月14日—1986年6月26日），是一位日本建筑师。

## 生平
1905年出生于新潟县新潟市，1925年毕业于旧制第一高等学校，1928年毕业于東京帝国大学工学部建築学科。之后前往法国拜师于勒·柯布西耶（Le Corbusier），1930年归国，1935年在东京银座成立自己的建筑设计事务所。1945年第二次世界大战期间空袭东京办公楼被炸毁，后搬迁至目黑和四谷。1956年被选为日本建筑家协会理事，1959年至1962年担任日本建筑家协会会长。1965年至1969担任国际建筑师协会副议长。1968年获得第一届日本建筑学会奖，1984年成为日本建筑家协会荣誉会员。
1986年6月26日在东京都逝世，享年81岁。

## 家庭
父亲前川贯一是土木工程师，弟弟前川春雄是日本银行总裁。

## 画廊

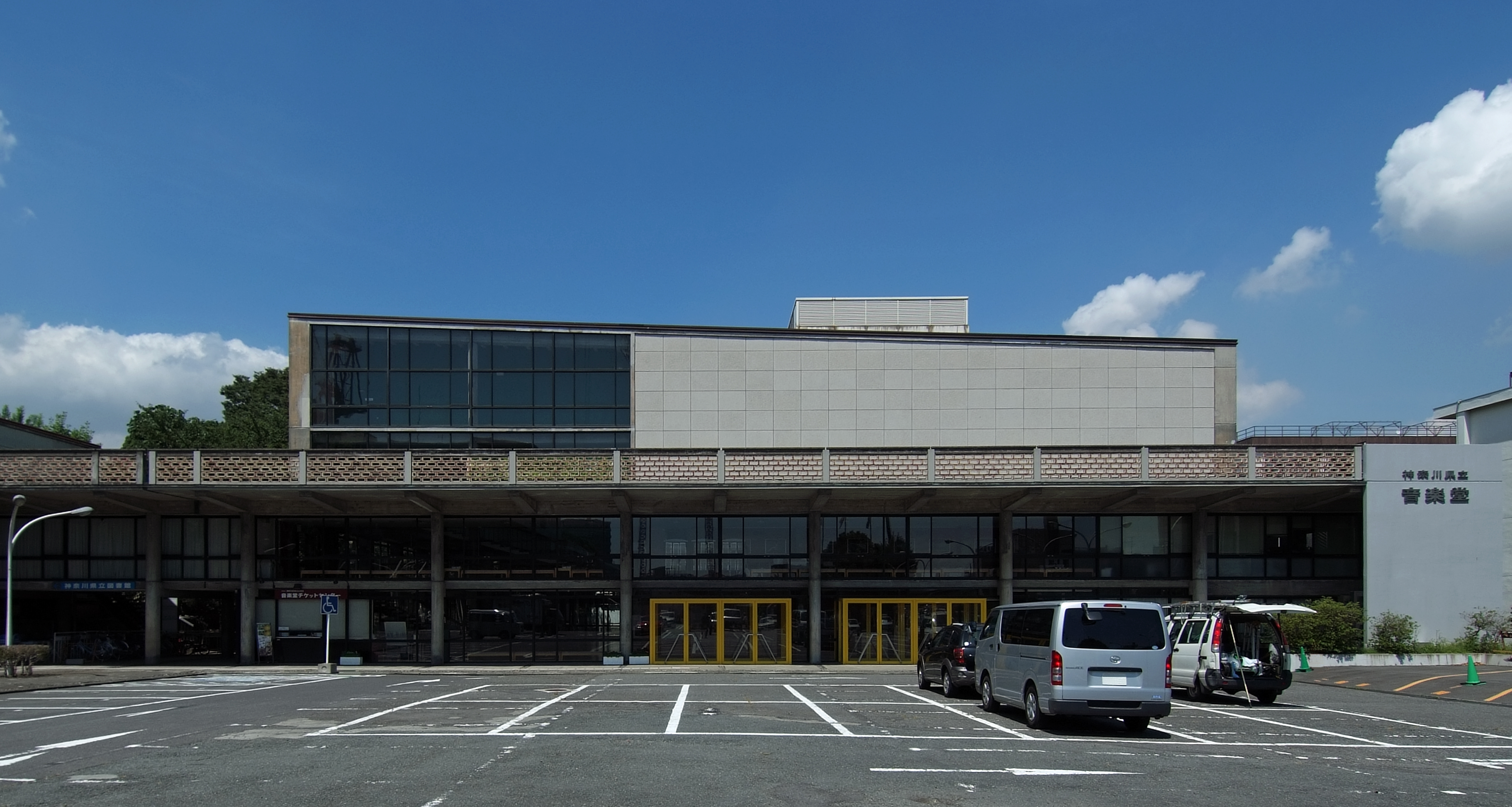
神奈川县立音乐堂 (1954)
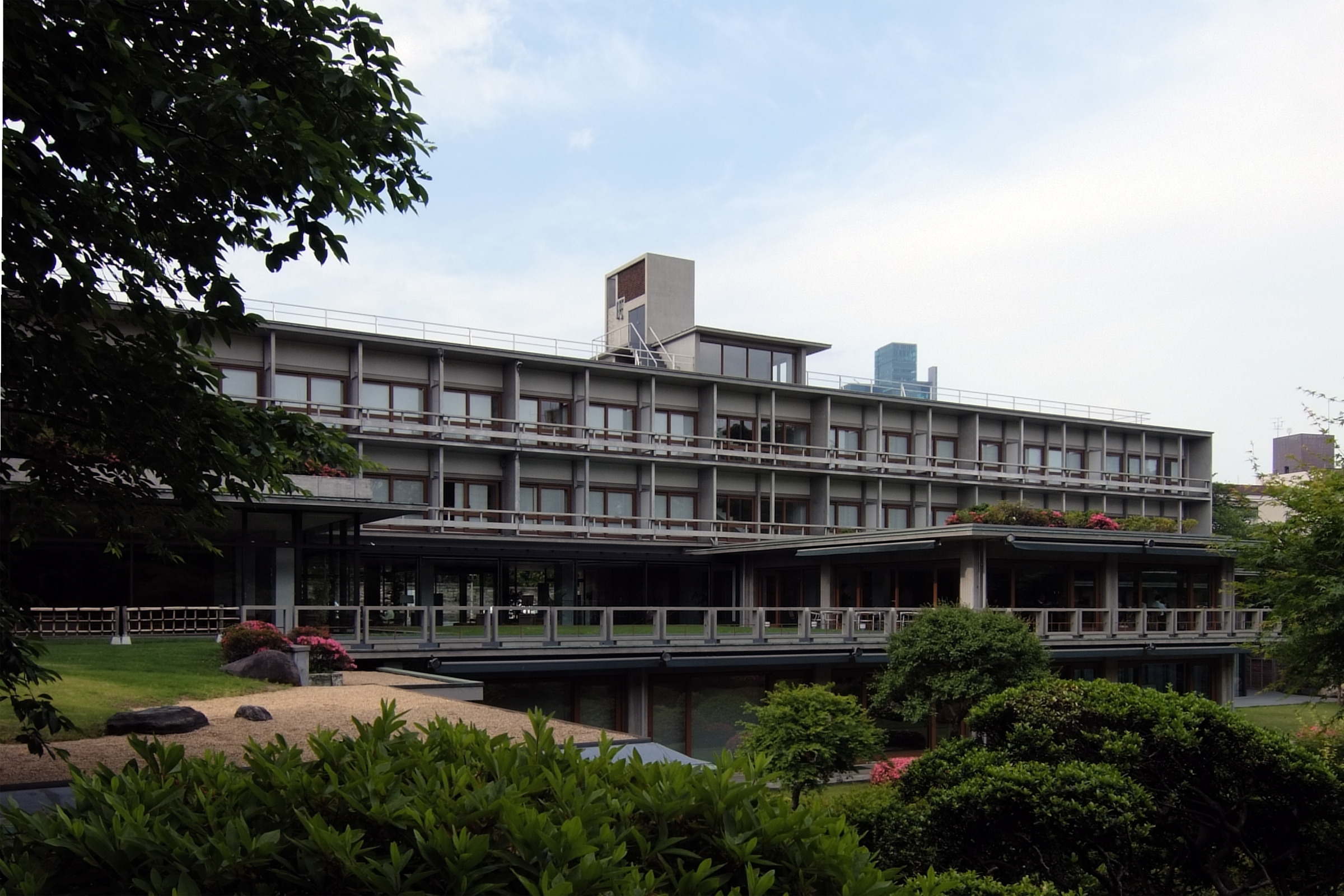
国际文化会馆  (1955)
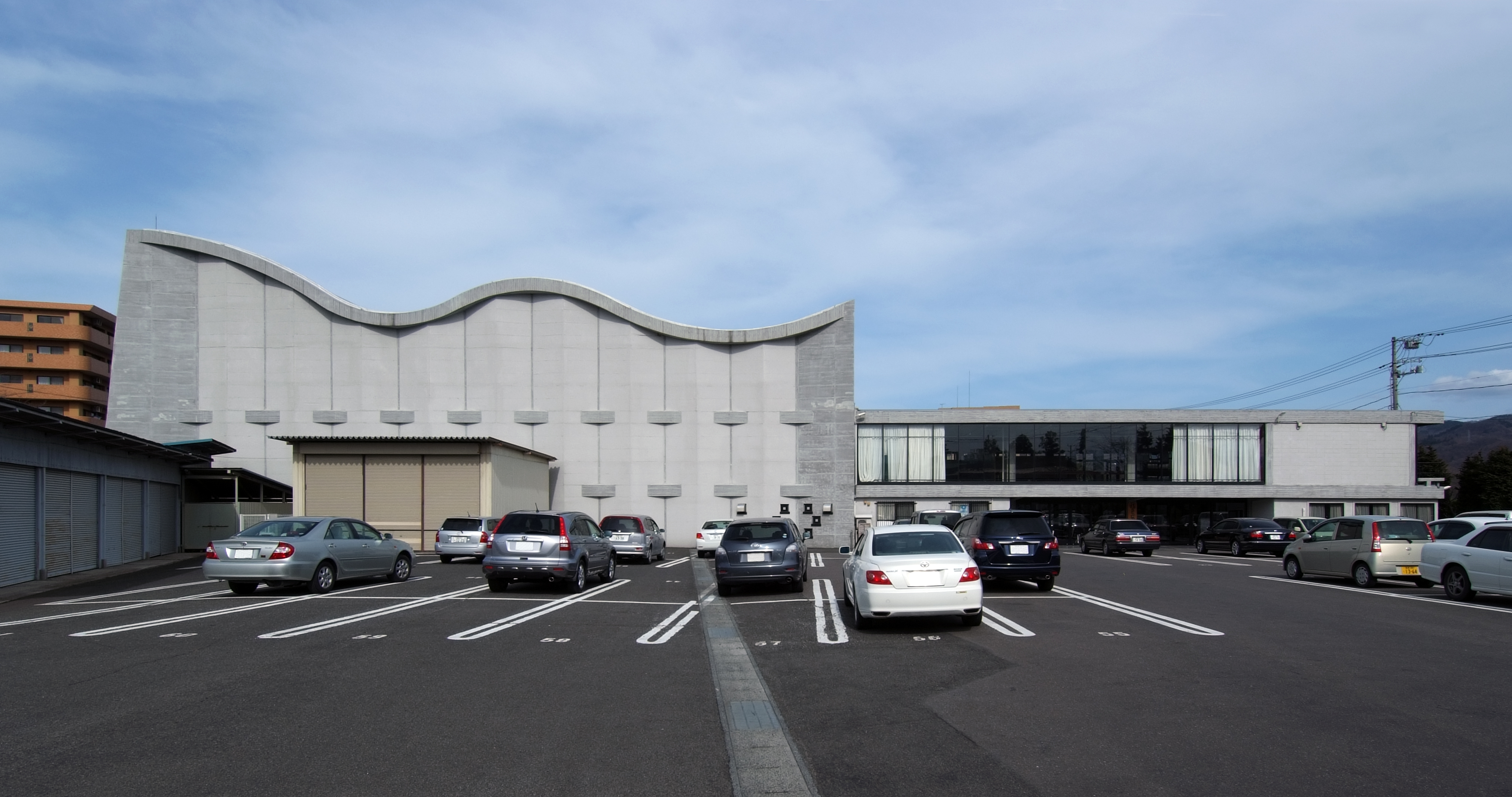
福岛县教育会馆 (1956)
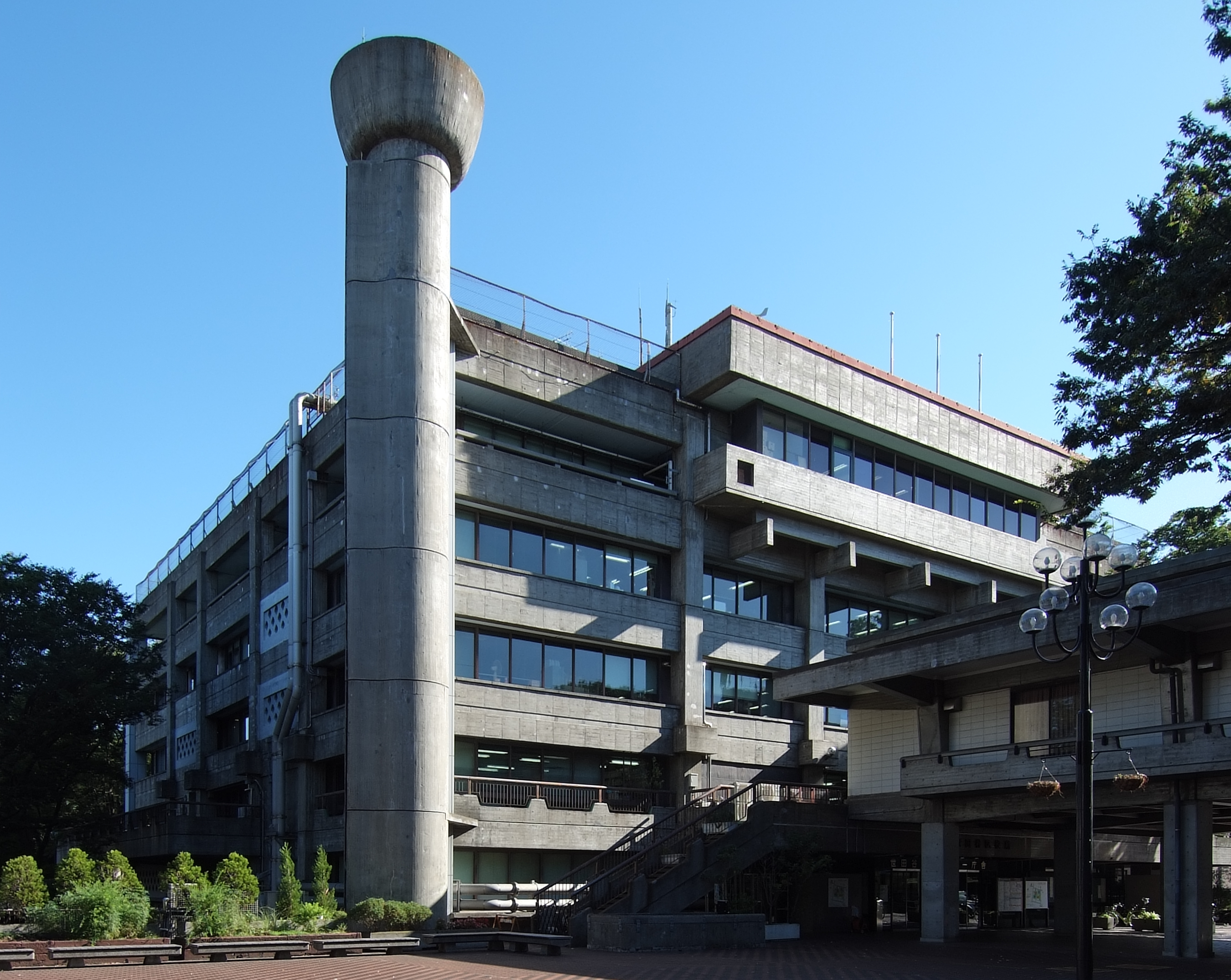
世田谷区乡土资料馆 (1964)
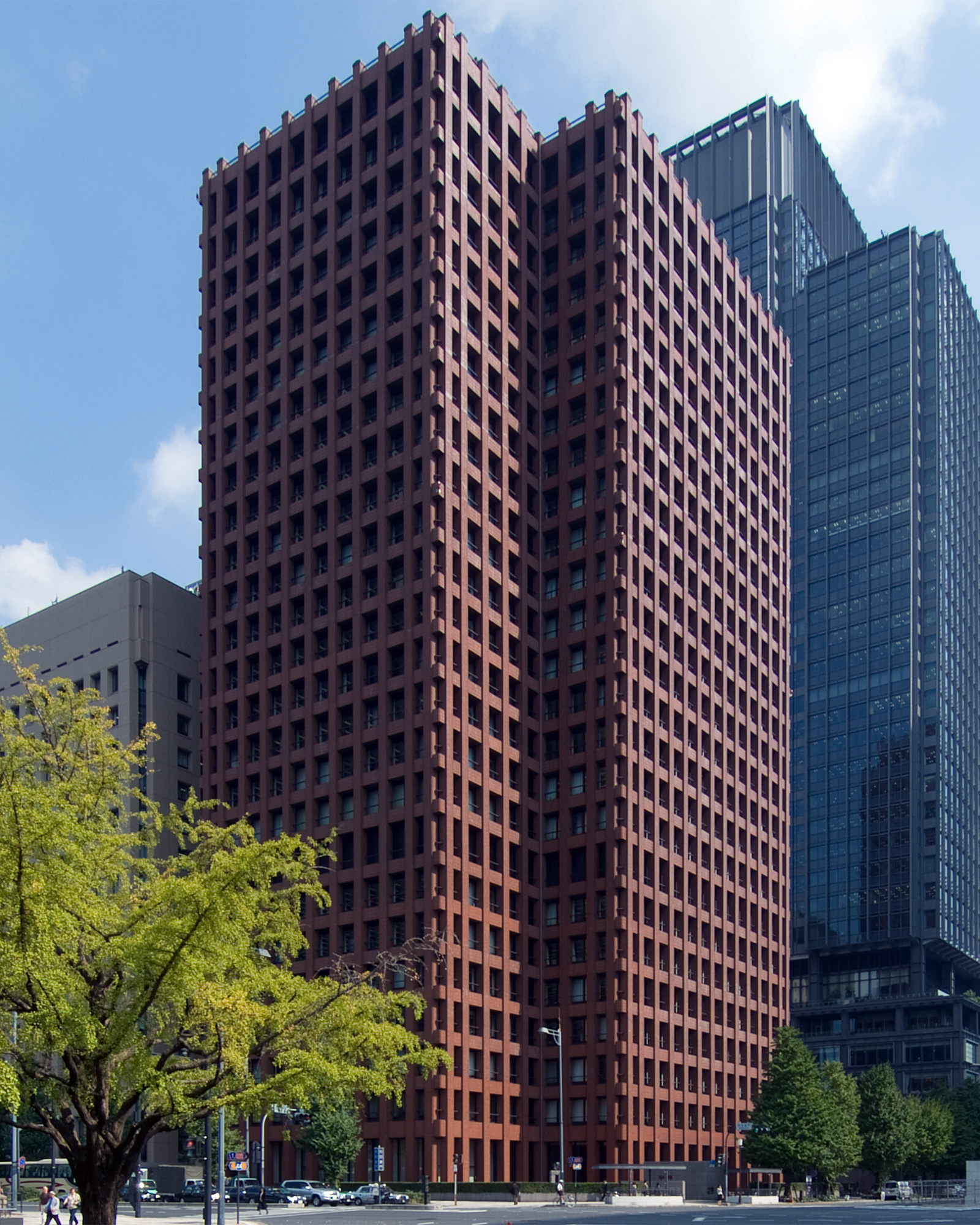
东京海上火灾保险总部 (1974)